# خليل كاين
خلـيل كاين (بالإنجليزية: Khalil Kain)‏ هو ممثل أمريكي، ولد في 22 نوفمبر 1964 في مانهاتن في الولايات المتحدة.

## وصلات خارجية
- خلـيل كاين على موقع IMDb (الإنجليزية)
- خلـيل كاين على موقع إن إن دي بي (الإنجليزية)
- خلـيل كاين على موقع قاعدة بيانات الفيلم (الإنجليزية)